# 中新天津生态城
中新天津生态城，也称中新生态城（英語：Sino-Singapore Tianjin Eco-city, SSTEC），是中国政府和新加坡政府在天津建立的、关于改善生态环境、建设生态文明的战略性合作项目，是继苏州工业园区之后两国合作的第二个项目，是世界上第一个国家间合作开发建设的生态城市和中国首个绿色发展综合示范区。
目前，中新天津生态城的起步区已经基本建成，正在建设中部片区。

## 历史沿革

### 背景
1994年4月，中国和新加坡两国政府决定合作开发建设苏州工业园区，并在日后取得成功。2004年6月，中国国家主席胡锦涛在苏州工业园区成立十周年之际时表示：“希望中新双方把工业园区合作的成功经验，运用到新的合作领域，不断扩大合作成果，努力把中新互利友好合作关系提高到新的更高的水平。”
2007年4月，新加坡国务资政吴作栋访华期间向中国国务院总理温家宝提议：继中新两国成功合作建设苏州工业园区后，再合作建设一座生态城市，得到温家宝的积极响应，并授权时任国务院副总理吴仪负责该项目。会谈后，中新两国政府决定合作建设一座资源节约型、环境友好型、社会和谐型的城市，确定了生态城项目应符合“能复制、能实行、能推广”的“三能”原则。

### 选址阶段
根据水资源短缺和不占用农用耕地的原则，副总理吴仪选定天津、唐山、乌鲁木齐和包头等四个北方水资源短缺的城市为备选城市。2007年7月9日，吴仪访问新加坡期间，与新方进一步探讨了生态城选址和建设原则，并正式将四个备选城市的名单提供给新加坡政府。
7月17日至19日，全国政协副主席徐匡迪率团考察天津滨海新区。7月19日，考察团与天津市方面举行座谈会。随团考察的时任商务部外资司司长李志群向天津市就生态城项目的进展进行了说明，并建议天津市尽快向国务院和有关部门提交和新加坡合作共建生态城市的申请。徐匡迪希望天津市抓住机遇，建设城乡一体化的生态新城，并在产业方面只发展服务业。时任天津市委书记张高丽表示赞同。7月23日，市委书记张高丽和市长戴相龙邀请建设部部长汪光焘专程到天津商谈，并向其介绍天津市对中新生态城项目的关注和努力。
8月20日至22日，时任滨海新区管委会主任苟利军赴新加坡考察。21日，天津市人民政府联合新加坡国际企业发展局和新加坡中华总商会，在新加坡东方文华酒店举办“中国天津滨海新区介绍会”并借此机会向新加坡方面游说支持生态城项目选址天津。8月30日，新加坡驻华大使陈燮荣率团专程到天津考察生态城项目预选地。
9月5日，新加坡国家发展部部长马宝山率团到天津考察生态城项目预选地和滨海新区，并与天津市领导进行会谈。9月7日，市长戴相龙在大陆出席夏季达沃斯论坛之际拜访了新加坡国务资政吴作栋，表示希望吴作栋能够支持选址天津建设生态城。9月中旬，两国政府确定项目应在沿海地区，因此放弃了乌鲁木齐和包头作为备选城市。同时确定选址的原则是，一是受到资源约束条件下建设示范性生态城市，特别是在不占用耕地和缺乏水资源条件下；二是要靠近中心城市，依托大城市良好的交通和服务基础，节约建设成本。由于唐山市的生态城项目预选地占用了农用耕地，违背了选址不占耕地的原则，两国政府在磋商时更倾向于天津市提出的塘沽、汉沽之间的由废弃盐田、盐碱荒地和湿地组成的备选地。9月底，中国政府在征求新加坡国家发展部的意见后，初步认定生态城选址在天津滨海新区。
10月29日，新加坡国家发展部部长马宝山到天津，就天津与新加坡的经贸合作、拓展合作领域进行谈判。
在天津市政府与新加坡政府进行了多个回合的谈判后，11月14日，天津市与新加坡政府谈判结束并签署了工作会谈纪要。

### 起步区建设阶段

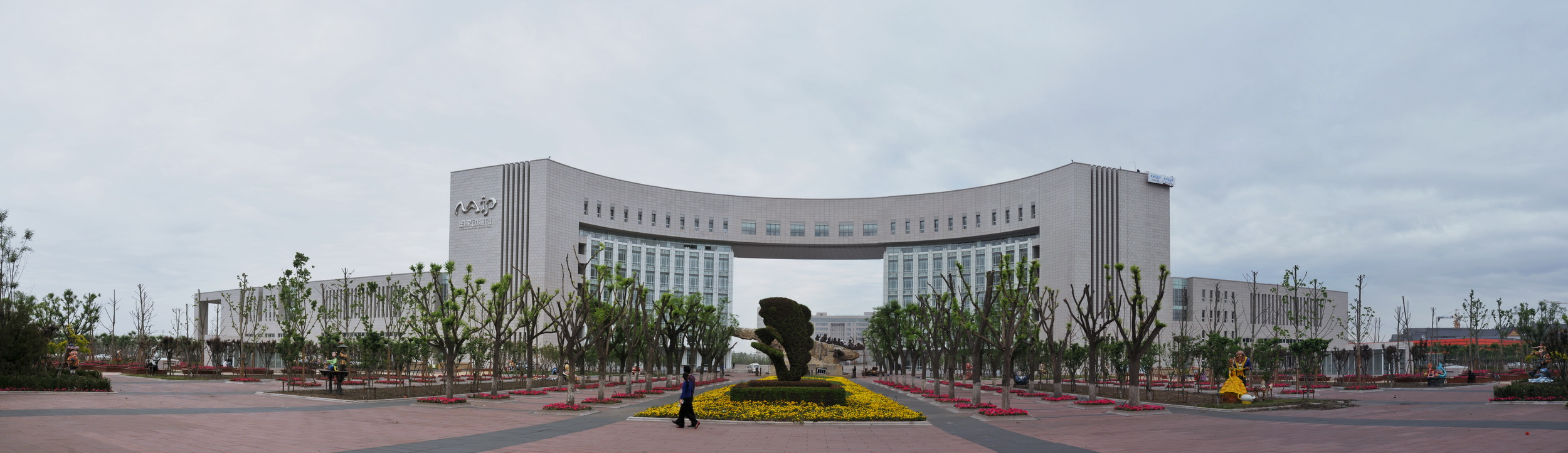
2011年国家动漫园在中新生态城落成

2007年11月18日，中国、新加坡两国政府签署《中华人民共和国政府与新加坡共和国政府关于在中华人民共和国建设一个生态城的框架协议》及其补充协议，确定中国和新加坡政府合作建设中新天津生态城。同时，两国政府成立了副总理级的“中新联合协调理事会”和部长级的“中新联合工作委员会”。中新两国企业分别组成投资财团，成立合资公司，共同参与生态城的开发建设。新加坡国家发展部专门设立了天津生态城办事处。
2008年1月，天津市政府于组建了市政府派出组织中新天津生态城管理委员会，代表天津市人民政府对中新天津生态城进行管理。中国城市规划设计研究院、天津城市规划设计研究院和新加坡市区重建局设计团队分别编制，经过综合汇总后形成总体规划方案，并经专家论证和天津市规划委员会审议通过。4月8日，中新天津生态城联合工作委员会在新加坡召开第二次会议，审议并通过了中新天津生态城总体规划。9月8日，天津市人民政府第14次常务会议通过了《中新天津生态城管理规定》。
2009年7月，中国和新加坡共同出资成立“中新天津生态城投资开发有限公司”，作为中新天津生态城的主体开发商。
2011年5月，作为中新天津生态城的低碳支柱产业之一的国家动漫园正式落成。
2014年1月，根据天津市委、市政府批复《深化滨海新区管理体制改革总体方案》，滨海旅游区100平方公里和中心渔港经济区18平方公里并入中新天津生态城管理范围。

### 中部片区建设阶段

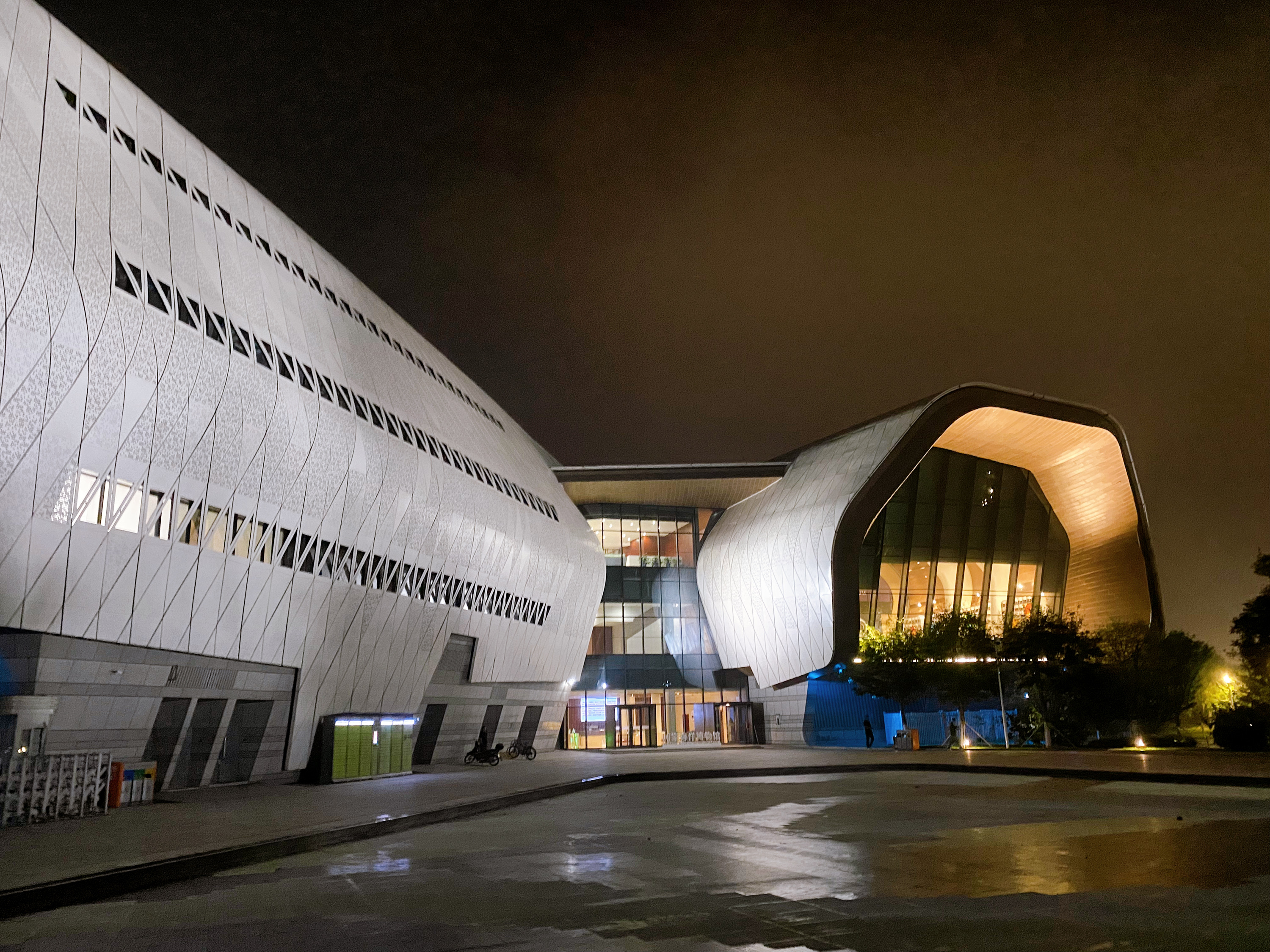
国家海洋博物馆

2016年1月，中新天津生态城中部片区规划方案出台，规划总占地面积约4平方公里。4月，贯穿中新天津生态城的滨海新区轨道交通Z4线开工，预计2023年7月，竣工并通车试运营。6月，在中新天津生态城8平方公里起步区逐渐建成成熟社区的基础上，规划面积4.5平方公里的中部片区启动建设。9月，天津市南开中学生态城学校将投入使用。
2019年5月1日，国家海洋博物馆落成并对外开放试运营。
2024年10月，中国资源循环集团在中新生态城注册成立。

## 区位与自然环境

### 区位条件
中新天津生态城地处于华北平原北部，环渤海地区的中心地带，天津市的最东端，位于滨海新区塘沽与汉沽之间，东至滨海新区中央大道、南至永定新河、西至蓟运河、北至津汉快速路。毗邻天津经济技术开发区、北塘经济区、茶淀镇，距天津中心城区50公里，距离滨海新区核心区10公里，距北京市150公里，距唐山市60公里。总面积为31.23平方公里，规划人口为35万。

### 自然环境
中新天津生态城项目范围的用地现状三分之一为盐田，三分之一为水面，三分之一为荒滩，土壤盐渍化程度高，属于水质性缺水地区。规划区表层土以盐渍土及污染土为主，砂土液化主要分布于规划区中北部，南部以八一盐场的盐田为主的盐渍土分布。规划区所在地的土壤为近代河流冲积物和海相沉积物交互作用形成的，土层深厚，质地均一，结构简单、层次不明，含盐量较高。生态城选址涉及永定新河和蓟运河，其中永定新河的主要功能是泄洪，兼有蓄水、排涝的功能，但河道严重淤积。规划区内地下能源资源利用主要可提供清洁、可持续利用的供暖和制冷能源。规划区处于滨海地热田内，地下含有热水资源。

## 管理

### 行政管理
根据中国与新加坡政府间协议，天津市人民政府负责对中新天津生态城进行行政管理。2008年1月，天津市人民政府组建派出组织中新天津生态城管理委员会代表其对中新天津生态城实施统一行政管理，并随后制定和颁布了《中新天津生态城管理规定》。

### 建设管理
在建设管理方面，中新天津生态城组织制定生态城绿色建筑标准、绿色施工标准及相应的管理规定，建立评价体系。并要求生态城内的建筑应当按照生态城绿色建筑标准和绿色施工标准进行建设，鼓励研发、推广和应用生态环保节能的新技术、新设备、新材料、新工艺。
中新天津生态城投资开发有限公司，由天津泰达投资控股有限公司为主的中方联合体和吉宝集团为主的新方联合体共同投资，双方各占50%股份。其中，中方联合体为天津生态城投资开发有限公司，2008年1月由天津泰达投资控股有限公司、国家开发银行股份有限公司、天津市房地产开发经营集团有限公司、天津市塘沽城市建设投资公司、天津市汉滨投资有限公司和津联集团（天津）资产管理有限公司六家股东共同出资设立，注册资本为30亿元。新方联合体为新加坡天津生态城投资开发有限公司，由新加坡吉宝集团等公司共同出资成立。

国家动漫园

天津生态城投资开发有限公司，是生态城土地整理储备的主体，负责对生态城内的土地进行收购、整理和储备。根据《中新天津生态城管理规定》，天津生态城投资开发有限公司是生态城基础设施和公共设施的投资、建设、运营、维护主体，按照生态城管委会的计划要求负责相关设施的建设、运营和维护，并享有相应的投资权、经营权和收益权。同时，生态城内的市政公用设施大配套费和土地出让金政府净收益，应当用于前述设施的建设与维护。

## 国家动漫园
2009年3月，天津市人民政府与国家文化部签署《文化发展战略合作框架协议书》，确定在中新天津生态城建设占地面积达到一个平方公里的国家动漫产业综合示范园。2011年5月，作为中新天津生态城的低碳支柱产业之一的国家动漫园正式落成，落实成时已有180余家动漫企业入驻。

## 滨海旅游区
滨海旅游区，原为毗邻中新天津生态城的旅游产业区，总规划面积100平方公里，其中围海造陆75平方公里，陆上25平方公里。2014年1月，滨海旅游区100平方公里并入中新天津生态城管理范围。国家海洋博物馆坐落于此。

## 中心渔港
中心渔港经济区，原为毗邻中新天津生态城的冷链物流与水产品加工产业聚集区和游艇经济区，总规划面积18平方公里。2014年1月，中心渔港经济区18平方公里并入中新天津生态城管理范围

## 相关條目
- 滨海新区、国家动漫园
- 苏州工业园区
- 中国—新加坡关系